# 曾田镇
曾田镇，是中华人民共和国广东省河源市东源县下辖的一个乡镇级行政单位。

## 行政区划
曾田镇下辖以下地区：
曾田社区、池田村、横坑村、梅花村、蒲田村、石湖村、新东村、银坑村、玉湖村和曾田村。